# Фехтування на літніх Олімпійських іграх 1988
Олімпійський турнір з фехтування 1988 року пройшов у рамках XXIV Олімпійських ігор у Сеулі, Південна Корея, з 20 по 30 вересня 1988 року.

## Медальний залік
| Місце | Країна         | Золото | Срібло | Бронза | Загалом |
| ----- | -------------- | ------ | ------ | ------ | ------- |
| 1     | ФРН (FRG)      | 3      | 3      | 1      | 7       |
| 2     | Франція (FRA)  | 2      | 1      | 0      | 3       |
| 3     | СРСР (URS)     | 1      | 1      | 3      | 5       |
| 4     | Італія (ITA)   | 1      | 1      | 2      | 4       |
| 5     | Угорщина (HUN) | 1      | 0      | 2      | 3       |
| 6     | НДР (GDR)      | 0      | 1      | 0      | 1       |
| 6     | Польща (POL)   | 0      | 1      | 0      | 1       |

## Медалісти
Чоловіки
| Змагання                  | Золото                                                                                               | Срібло                                                                                            | Бронза                                                                                                   |
| ------------------------- | --- | ------------------------------------------------------------------------------------------------- | --- |
| Шпага, особиста першість  | Арнд Шмітт · ФРН (FRG)                                                                               | Філіпп Рібу · Франція (FRA)                                                                       | Андрій Шувалов · СРСР (URS)                                                                              |
| Шпага, командна першість  | Франція · Фредерік Дельпла · Жан-Мішель Анрі · Олів'є Лангле · Філіпп Рібу · Ерік Срекі              | Західна Німеччина · Ельмар Боррманн · Фолькер Фішер · Томас Герулль · Александер Пуш · Арнд Шмітт | СРСР · Андрій Шувалов · Павло Колобков · Володимир Резніченко · Михайло Тишко · Ігор Тихомиров           |
| Рапіра, особиста першість | Стефано Черіоні · Італія (ITA)                                                                       | Удо Вагнер · НДР (GDR)                                                                            | Олександр Романьков · СРСР (URS)                                                                         |
| Рапіра, командна першість | СРСР · Володимир Апціаурі · Анвар Ібрагімов · Борис Корецький · Ільгар Мамедов · Олександр Романьков | Західна Німеччина · Маттіас Бер · Томас Ендрес · Маттіас Гей · Ульріх Шрек · Торстен Вайднер      | Угорщина · Іштван Буша · Жолт Ершек · Роберт Гатай · Пал Секереш · Іштван Селей                          |
| Шабля, особиста першість  | Жан-Франсуа Ламур · Франція (FRA)                                                                    | Януш Олех · Польща (POL)                                                                          | Джованні Скальцо · Італія (ITA)                                                                          |
| Шабля, командна першість  | Угорщина · Імре Буйдошо · Ласло Чонграді · Імре Гедьоварі · Дьордь Небальд · Бенце Сабо              | СРСР · Андрій Альшан · Михайло Бурцев · Сергій Коряжкін · Сергій Міндіргасов · Георгій Погосов    | Італія · Массімо Кавальєре · Джанфранко Далла Барба · Марко Марін · Фердінандо Мегліо · Джованні Скальцо |

Жінки
| Змагання                  | Золото                                                                                                | Срібло | Бронза                                                                                  |
| ------------------------- | --- | --- | --------------------------------------------------------------------------------------- |
| Рапіра, особиста першість | Аня Фіхтель · ФРН (FRG)                                                                               | Сабіне Бау · ФРН (FRG)                                                                                     | Ціта-Єва Функенгаузер · ФРН (FRG)                                                       |
| Рапіра, командна першість | Західна Німеччина · Сабіне Бау · Аня Фіхтель · Ціта-Єва Функенгаузер · Аннетте Клуг · Крістіане Вебер | Італія · Франческа Бортолоцці · Аннапія Гандольфі · Лючія Траверса · Доріна Ваккароні · Маргеріта Дзалаффі | Угорщина · Жужанна Яноші · Едіт Ковач · Гертруд Штефанек · Жужанна Сьоч · Каталін Тушак |